# Johannes Kihlefeldt
Johannes Kihlefeldt-Uik ou Kichlefeldt-Uik (né le 23 novembre 1901 à Tallinn à l'époque dans l'Empire russe et aujourd'hui en Estonie, et mort le 24 juin 1981 à Järvakandi à l'époque en URSS et aujourd'hui en Estonie) est un joueur de football international estonien, qui évoluait au poste d'attaquant.

## Biographie

### Carrière en sélection
Johannes Kihlefeldt reçoit neuf sélections en équipe d'Estonie, sans inscrire de but, entre 1924 et 1926.
Il joue son premier match en équipe nationale le 25 juillet 1924, en amical contre la Suède (défaite 5-2 à Stockholm). Il reçoit sa dernière sélection le 4 juillet 1926, en amical contre la Pologne (défaite 2-0 à Varsovie).
Il participe avec l'équipe d'Estonie aux Jeux olympiques de 1924. Lors du tournoi olympique organisé à Paris, il ne joue aucun match.

## Palmarès
Tallinna Sport
- Championnat d'Estonie (4) :
  - Champion : 1921, 1922, 1924 et 1925.
  - Vice-champion : 1926.